# Karl von Monroy
Reinhold Carl von Monroy (* 23. Januar 1808 in Güstrow; † 15. April 1894 ebenda) war ein deutscher Jurist und Richter.

## Leben
Karl von Monroy war der Sohn des Juristen Karl (August Wilhelm Heinrich) von Monroy (1765–1815) und dessen Frau Dorothea, geb. Reinhold (1780–1855). 
Monroy studierte ab 1827 an der Georg-August-Universität Göttingen und ab 1830 an der Universität Rostock Rechtswissenschaft. Er wurde Mitglied der Mecklenburger-Corps Vandalia Göttingen und Vandalia Rostock. 1857 zum Dr. iur. promoviert, wurde er 1858 Direktor der Justizkanzlei in Güstrow. Später wurde er Präsident des Mecklenburgisch-Schwerinschen Obergerichts in Güstrow. Bei dessen Aufhebung infolge der neuen Gerichtsverfassung von 1879 schied er aus dem Justizdienst aus. 
Sein familiengeschichtlicher Nachlass befindet sich im Landeshauptarchiv Schwerin.
Seine Söhne waren der Jurist Ernst von Monroy (1839–1895) und der Oberlandforstmeister Carl von Monroy (1846–1924). Seine Tochter Julie heiratete 1863 den Inspektor des Landarbeitshauses in Güstrow Karl von Nettelbladt. Johann Albrecht von Monroy ist sein Enkel.

## Ehrungen
- Großkomtur des Hausordens der Wendischen Krone
- Ehrenbürger der Stadt Güstrow (1879)
- Ehrenmitglied des Corps Vandalia Rostock.[2]